# Landesbetrieb Information und Technik Nordrhein-Westfalen

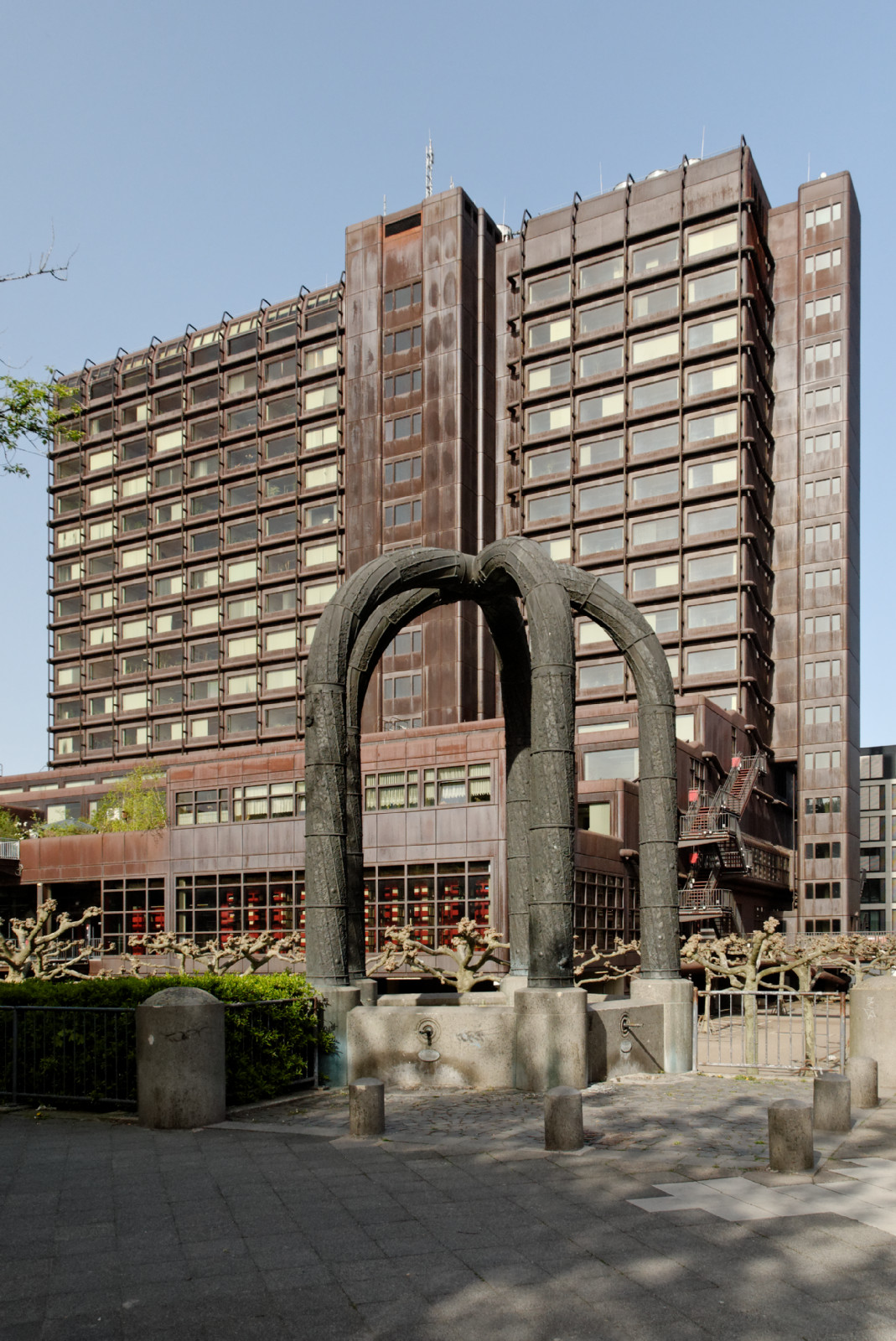
Brunnen Fünf Bronzebögen (1981) von Elmar Hillebrand vor dem von Gottfried Böhm geplanten Hauptgebäude, Foto 2011

Der Landesbetrieb Information und Technik Nordrhein-Westfalen (abgekürzt: IT.NRW) ist das Statistische Landesamt des Landes Nordrhein-Westfalen und damit der zentrale Informationsdienstleister. Gleichzeitig übernimmt IT.NRW die Aufgaben des zentralen IT-Dienstleisters für die Landesverwaltung in Nordrhein-Westfalen.
Er entstand 2009 durch die Zusammenlegung des Landesamtes für Datenverarbeitung und Statistik Nordrhein-Westfalen und der Gemeinsamen Gebietsrechenzentren in Hagen, Köln und Münster.

## Standorte
Seinen Hauptsitz hat IT.NRW in Düsseldorf. Weitere Standorte befinden sich in Hagen, Köln, Münster, Oberhausen und Paderborn. Des Weiteren sitzen einige Mitarbeiter in den Standorten des Bau- und Liegenschaftsbetriebs in Düsseldorf, Soest, Münster, Duisburg, Köln, Aachen, Dortmund und Bielefeld.

## Aufgaben im Bereich Informationstechnik (IT)
IT.NRW bietet als zentrales IT-Dienstleistungszentrum der Landesverwaltung ein umfassendes Angebot an informationstechnischen Produkten und Dienstleistungen. Hierzu zählt die Bereitstellung einer effizienten und jederzeit verfügbaren informationstechnischen Infrastruktur. Für die Planung, die Realisierung und den wirtschaftlichen Betrieb der erforderlichen IT-Infrastruktur erbringt IT.NRW Dienstleistungen u. a. in den Bereichen e-Government, Kommunikationsnetze, Softwareentwicklung und -betrieb. Beispielhaft genannt seien hier das Landesverwaltungsnetz (LVN), das zentrale Netz- und Servermanagement, der Einsatz lokaler Netze sowie der GeoServer NRW. Darüber hinaus werden IT-Anwendungen entwickelt und betreut und Mitarbeiter/-innen der Landesverwaltung in einem Schulungszentrum aus- und fortgebildet.

## Aufgaben im Bereich der Amtlichen Statistik

### Generelle Aufgaben
Als zentraler Informationsdienstleister stellt IT.NRW als amtliche Statistikstelle des Landes die statistische Infrastruktur für Nordrhein-Westfalen bereit. Der Landesbetrieb trägt in seinem Namen, soweit statistische Aufgaben wahrgenommen werden, den Zusatz „Statistisches Landesamt“. Es bereitet die durch EU-, Bundes- und Landesrecht angeordneten Statistiken vor, erhebt die Daten, bereitet sie auf, wertet die Ergebnisse aus und stellt sie der Öffentlichkeit zur Verfügung. Volkswirtschaftliche und umweltökonomische Gesamtrechnungen und andere Gesamtsysteme statistischer Daten ergänzen das Aufgabenspektrum. Bei allen statistischen Aufgaben werden die Grundsätze der Neutralität, Objektivität, wissenschaftlichen Unabhängigkeit und statistischen Geheimhaltung beachtet. Jede amtliche Statistik bedarf zu ihrer Durchführung und Veröffentlichung einer Rechtsgrundlage, also eines Gesetzes oder einer Rechtsverordnung. IT.NRW arbeitet eng mit den Statistischen Ämtern der anderen 15 Bundesländer und dem Statistischen Bundesamt zusammen.
Die erarbeiteten und veröffentlichten Statistiken umfassen die folgenden Themenbereiche:
- Baugewerbe
- Bildung, Kultur
- Einkommen, Verdienste, Verbrauch
- Erwerbstätigkeit
- Gastgewerbe, Tourismus
- Gebäude, Wohnen
- Gebiet, Bevölkerung, Haushalte
- Volkswirtschaftliche Gesamtrechnungen
- Gesundheit
- Gewerbeanzeigen, Insolvenzen
- Handel, Dienstleistungen
- Land- und Forstwirtschaft
- Öffentliche Finanzen
- Preise
- Sozialleistungen, Recht
- Umwelt, Energiebilanz
- Unternehmen, Handwerk
- Verarbeitendes Gewerbe, Bergbau und Gewinnung von Steinen und Erden
- Verkehr
- Wahlen

Auf seiner Internet-Seite bietet IT.NRW ein umfangreiches Datenangebot. Die Landesdatenbank enthält Ergebnisse für Nordrhein-Westfalen sowie für die Städte, Gemeinden, Kreise und Regierungsbezirke in Nordrhein-Westfalen. Mit dem regionalstatistischen Online-Atlas NRW (Statlas.NRW) stellt IT.NRW ein umfassendes interaktives Kartenangebot zur Verfügung. Darüber hinaus erscheinen jährlich etwa 550 verschiedene Veröffentlichungen, die über den Publikationsservice im Internet – überwiegend kostenlos – in Form von PDF- oder Exceldateien zum Download zur Verfügung stehen.
Im Rahmen eines Themenspezials zur Europawahl 2019 wurde die Frage „Wieviel Europa steckt in Nordrhein-Westfalen?“ anhand von Zahlen aus verschiedenen Statistiken beantwortet. Dabei wurden Zahlen und Daten aus den vier Themenschwerpunkten Menschen, Mobilität, Wirtschaft und Politik vorgestellt.
Ein weiteres Spezial zum Thema "Wie international ist Bildung in Nordrhein-Westfalen?" beleuchtet die vier Schwerpunkte Bildungsstand der Bevölkerung, frühkindliche Bildung, Grund- und weiterführende Schulen sowie Hochschulen und duale Ausbildung.

### Durchführung von Volkszählungen
Als amtliche Statistikstelle des Landes ist IT.NRW für die Durchführung von Volkszählungen in Nordrhein-Westfalen zuständig. Im Rahmen der europaweiten Zensusrunde 2021/22 wird zurzeit der sogenannte „Zensus 2022“ durchgeführt. Der Zensus 2022 dient der Erhebung von Bevölkerungs-, Gebäude- und Wohnungsdaten und wird auf Basis des Zensusgesetzes 2022 durchgeführt, das in Deutschland am 10. Dezember 2020 in Kraft getreten ist. Das Gesetz legt u. a. auch fest, dass die Statistischen Ämter des Bundes und der Länder die Bevölkerung im Internet über den Zensus informieren.

## Weitere Aufgaben
Neben den beschriebenen IT- und Statistik-Dienstleistungen bietet IT.NRW insbesondere für die NRW-Landesverwaltung verschiedene andere Service-Leistungen an. Dazu gehören beispielsweise die Organisation von Messe-Auftritten, der IT-Druck und logistische Leistungen.
IT.NRW betreibt an den Standorten der ehemaligen Gebietsrechenzentren ein Softwareentwicklungszentrum (Köln) sowie Rechenzentren in Hagen und Münster. An seinen Standorten in Oberhausen und Paderborn werden Aufbereitungsarbeiten für die amtliche Statistik durchgeführt.

## Geschichte der amtlichen Statistik Nordrhein-Westfalens

### Entstehung von Nordrhein-Westfalen
Nordrhein-Westfalen erstreckt sich weitgehend über ehemals preußisches Gebiet. 1946 wurde aus dem Nordteil der preußischen Rheinprovinz und der Provinz Westfalen das Land Nordrhein-Westfalen gegründet. 1947 gab das bis dahin selbstständige und nicht zu Preußen gehörende Land Lippe auf Betreiben der Briten seine Selbstständigkeit auf und wurde Nordrhein-Westfalen angeschlossen. Die Verwaltungen des ehemals preußischen Regierungsbezirks Minden und des ehemaligen Landes Lippe wurden zum neuen Regierungsbezirk Minden-Lippe (später Regierungsbezirk Detmold) zusammengeschlossen. 1948 wurde das Land Lippe mit Verabschiedung des „Gesetzes über die Vereinigung des Landes Lippe mit Nordrhein-Westfalen“ durch den nordrhein-westfälischen Landtag offiziell Teil von Nordrhein-Westfalen. Von nun an war Detmold anstelle von Minden der neue Sitz der Bezirksregierung.

### Vor dem Zweiten Weltkrieg
Schon in Preußen wurden statistische Daten erfasst. König Friedrich Wilhelm III. ordnete die Gründung eines „Königlich Preußischen Statistischen Bureaus“ an, welches im Jahre 1805 in Berlin seine Arbeit aufnahm. Beginnend mit dem 18. Jahrhundert folgte im 19. Jahrhundert eine wesentliche Ausweitung und Institutionalisierung der amtlichen Statistik. In Deutschland bildeten sich in den verschiedenen Teilstaaten statistische Ämter, die als Vorläufer der Statistischen Landesämter gelten. 1905 wurde das „Königliche Preußische Statistische Bureau“ in „Preußisches Statistisches Landesamt“ umbenannt und 1934 in das „Statistische Reichsamt“ eingegliedert.
1935 bzw. 1938 entstanden aus dem Bedürfnis nach regionalspezifischen Daten nach der Eingliederung bzw. Auflösung der Landesstatistik wieder Statistische Ämter bei den Provinzialverbänden im Rheinland (Düsseldorf) und in Westfalen (Münster). Diese hatten im Laufe des Zweiten Weltkrieges vor allem dezentrale Aufgaben zu erledigen.

### Nachkriegszeit
Ab 1945 waren die Aufgaben der Statistischen Ämter weitgehend von der britischen Besatzungsmacht bestimmt, welche Daten für ihre Zone benötigte. Als 1946 Nordrhein-Westfalen gegründet wurde, schuf man in Düsseldorf, am Sitz der Landesregierung, ein Statistisches Amt, das gemeinsam mit dem Statistischen Landesamt Münster Daten für die Militärregierung beschaffte. Am 1. Juli 1948 wurden die beiden Statistikämter zum „Statistischen Landesamt Nordrhein-Westfalen“ mit Sitz in Düsseldorf zusammengelegt. Da der materielle und personelle Bedarf anstieg, zog man aus den Räumen im Hause des Oberpräsidenten in ein Gebäude an der Düsseldorfer Haroldstraße. Hier wurde bis 1951 gearbeitet; dann zog das Statistische Landesamt in eine ehemalige Wehrmachtskaserne in der Ludwig-Beck-Straße, die zwischen 1958 und 1971 weiter ausgebaut wurde. In der Kaserne entwickelte sich das Statistische Landesamt zu einem zentralen Service-Unternehmen des Landes und seiner Bürger. Die Ausdehnung des Aufgabenbereichs, besonders die Volkszählungen 1961 und 1970, brachten erhebliche personelle, räumliche und organisatorische Engpässe mit sich. So wurden Außenstellen in Paderborn und Oberhausen geschaffen und das Statistische Landesamt war auf sieben Dienstgebäude in Düsseldorf verteilt.
Am 10. November 1972 wurde in der Mauerstraße im Düsseldorfer Norden auf dem früheren Kasernengelände des Königlich-Preußischen 2. Westfälischen Husaren-Regiments Nr. 11 der Grundstein für ein eigenes 16-geschossiges Haus gelegt. Am 1. Juni 1976 konnte das Statistische Landesamt sein Hauptgebäude beziehen. Der Architekt Gottfried Böhm hat es mit einer Fassade aus COR-TEN-Stahl gestaltet.  Heute unterhält der Landesbetrieb Information und Technik Nordrhein-Westfalen neben fünf Dienstgebäuden in Düsseldorf weitere Standorte in Hagen, Köln, Münster, Oberhausen und Paderborn.

### Entstehung von IT.NRW
Zum 1. Januar 2009 wurden per Erlass des nordrhein-westfälischen Innenministeriums das ehemalige Landesamt für Datenverarbeitung und Statistik Nordrhein-Westfalen und die Gemeinsamen Gebietsrechenzentren in Hagen, Köln und Münster zum Landesbetrieb Information und Technik Nordrhein-Westfalen zusammengefasst. Die Betriebssatzung für den Landesbetrieb Information und Technik Nordrhein-Westfalen (Runderlass des Innenministeriums vom 15. November 2008) legt unter anderem die Aufgaben sowie die Betriebs- und Wirtschaftsführung fest.